# Письменности языков Китая
Письменности народов Китая — системы письменности, которыми пользовались народы Китая в разное время.

## Сино-тибетские языки
| Язык           | Письменности |
| -------------- | --- |
| Бай            | Китайское письмо (в настоящее время не используется) Латинский алфавит с 1958 (реформировался в 1982, 1993) |
| Дулунский язык | Латинский алфавит с 1983 г. |
| Китайский язык | Китайское письмо со II тысячелетия до н. э. Латинизированная транскрипция пиньинь с 1958 Фонетический алфавит чжуинь с 1912 (Тайвань) Арабское письмо (сяоэрцзин) c XIV в. В настоящее время практически не используется |
| Лаху           | Латинский алфавит с 1905 г. (реформировался в 1957, 1989) |
| Лису           | Письмо Полларда Алфавит Фрейзера с 1912 Слоговое письмо Ван Жэньбо (с 1920-х) Латинский алфавит с 1956 (реформировался в 1957, 1964)                                                                                     |
| Наси           | Пиктографическое письмо дунба (в настоящее время не используется) Слоговая письменность гэба (в настоящее время не используется) Алфавит Фрейзера (1930-е) Латинский алфавит с 1957 г. (реформировался в 1984)           |
| Носу           | Письмо и использовалось со средних веков. Официально утверждено в 1980 г. Латинский алфавит в 1951—1960 (реформировался в 1956, 1958)                                                                                    |
| Пуми           | Тибетское письмо Латиница |
| Тибетский язык | Тибетское письмо с VII в. Квадратное письмо Пагба-ламы (эпизодически) |
| Туцзя          | Латинский алфавит с 1983 г. |
| Хани           | Китайское письмо Латинский алфавит с 1957 г. (реформировался в 1958, 1983) |
| Цзайва         | Алфавит Фрейзера (1930-е) Латинский алфавит с 1927 г. (реформировался в 1956, 1957,1983) |
| Качинский язык | Латинский алфавит с 1885 г. (реформировался в 1956, 1965, 1983) |
| Цянский        | Пиктографическая письменность шаба Латинский алфавит с 1980-х гг. |

## Тай-кадайские языки
| Язык           | Письменности |
| -------------- | --- |
| Буи            | Китайское письмо Латинский алфавит с 1956 г. (реформировался в 1981) |
| Дай            | Письмо ланна с XIII в. (реформировалось в 1950-е гг. — новое письмо лы) Письмо тай-ныа c XIV в. (реформировалось в 1954, 1956, 1963-64, 1988 гг.) Письмо Тайдонь Шанское письмо |
| Дунский язык   | Китайское письмо Латинский алфавит с 1958 г. |
| Ли             | Латинский алфавит с 1957 г. В настоящее время практически не используется |
| Маонань        | Латиница (проект 2010 г.) |
| Чжуанский язык | В прошлом — китайское письмо Латинский алфавит с 1952 г. (реформировался в 1957, 1982)                                                                                          |
| Шуйский язык   | В прошлом — пиктографическое письмо Латинский алфавит разработан в 1957 г., внедрён (в изменённом виде) в 1986 г.                                                               |

## Языки хмонг-мьен
| Язык   | Письменности |
| ------ | --- |
| Хмонг  | Китайское письмо (в настоящее время не используется) Письмо Полларда с 1904 г. В настоящее время используется только северными мяо. Фонетический алфавит Чжуинь фухао (1920—1930-е, только для центральных мяо) Латинский алфавит с 1951 г. (реформировался в 1956, 1957, 1958, 1982) |
| Ю-мьен | Китайское письмо (в настоящее время не используется) Латинский алфавит с 1984 г. |

## Австроазиатские языки
| Язык             | Письменности                                                 |
| ---------------- | ------------------------------------------------------------ |
| Ва               | Латинский алфавит с 1930-х гг. (реформировался в 1957, 1958) |
| Вьетнамский язык | Китайское письмо (в прошлом)                                 |

## Алтайские языки
| Язык                    | Письменности |
| ----------------------- | --- |
| Даурский язык           | Маньчжурское письмо (эпизодически) Латиница Мэрсээ, с 1920 г. Кириллица в 1956—1958 гг. Латинский алфавит в начале 1980-х гг.                                                                  |
| Дунсянский язык         | Латинский алфавит с 2007 г. |
| Казахский язык          | Арабское письмо до 1965 г. и вновь с 1982 г. Латинский алфавит в 1965—1982 гг. Попытки внедрения кириллицы в 1956 г.                                                                           |
| Киргизский язык         | Арабское письмо Попытки внедрения кириллицы в 1956 г. |
| Корейский язык          | Китайское письмо (фактически вышло из употребления) Хангыль (с XV в.) |
| Маньчжурский язык       | Маньчжурское письмо с конца XVI в. В настоящее время вышло из употребления |
| Монгольский язык        | Старомонгольское письмо с XIII в. Монгольское квадратное письмо в XIII—XIV вв., эпизодически и позднее В 1956—1958 гг. внедрялась кириллица                                                    |
| Монгорский язык         | Проект кириллицы (1958) Латинский алфавит с 1980-х гг. |
| Саларский язык          | Латинский алфавит с 2008 г. (неофициально) |
| Сарыг-югурский язык     | Староуйгурское письмо (VIII—XIX вв.). |
| Сибинский диалект       | Маньчжурское письмо Попытки внедрения кириллицы в 1957 г. |
| Татарский язык          | Арабское письмо Попытки внедрения кириллицы в 1956 г. |
| Узбекский язык          | Арабское письмо Попытки внедрения кириллицы в 1956 г. |
| Уйгурский язык          | Арабское письмо до 1965 г. и вновь с 1982 г. (реформировалось в 1951, 1954) Латинский алфавит в 1965—1982 гг. Попытки внедрения кириллицы в 1956 г. Неофициально применяется латинский алфавит |
| Фуюйско-кыргызский язык | Латиница (с конца 2000-х) |
| Эвенкийский язык        | Старомонгольское письмо Латиница с 1980-х |

## Индоевропейские языки
| Язык            | Письменности                               |
| --------------- | ------------------------------------------ |
| Русский язык    | Кириллица с X в.                           |
| Таджикский язык | Неофициально применяется латинский алфавит |